# Teufelstättkopf
Der Teufelstättkopf ist ein 1758 m ü. NHN hoher Berg in den Ammergauer Alpen auf der Grenze zwischen den Gemeinden Unterammergau und Saulgrub.
Der Gipfel ist als Bergwanderung von Schloss Linderhof, Oberammergau oder Unterammergau aus über das August-Schuster-Haus erreichbar. Zudem ist der Teufelstättkopf im Winter ein beliebtes Skitourenziel. Auch mit Schneeschuhen kann der Gipfel erreicht werden.
Der Weg bis zum August-Schuster-Haus ist aus allen Richtungen einfach in etwa zwei Stunden zu bewältigen. Von dort ist der Gipfel in etwa einer halben Stunde erreichbar, wobei auf den letzten Metern die Hände zu Hilfe genommen werden müssen (Trittsicherheit und Schwindelfreiheit erforderlich).